# Генрі Вілкоксон
Генрі Вілкоксон (англ. Henry Wilcoxon, 8 вересня 1905 — 6 березня 1984) — британський актор. Народився в Розо, Домініка, Британської Вест-Індії. Знявся у багатьох фільмах Сесіла ДеМілля, а пізніше продюсував ряд його фільмів. Був одружений з актрисою Хезер Ейнджел.

## Вибрана фільмографія
- 1934 — Клеопатра — Марк Антоній
- 1935 — Хрестовий похід
- 1936 — Останній з могікан
- 1938 — Продовжуй сміятись
- 1938 — Якби я був королем
- 1941 — Леді Гамільтон — Капітан Харді
- 1942 — Місіс Мінівер — вкрай
- 1947 — Непереможений — капітан Стіл
- 1952 — Найбільше шоу на Землі — детектив Грегорі
- 1976 — Он Тон Тон — собака, яка врятувала Голлівуд — режисер німих фільмів
- 1978 — Кулак — Він Телбот
- 1980 — Гольф-клуб — єпископ Пікерінг